# Omega Aurigae
Omega Aurigae (4 Aurigae) é uma estrela binária na direção da constelação de Auriga. Possui uma ascensão reta de 04h 59m 15.38s e uma declinação de +37° 53′ 25.7″. Sua magnitude aparente é igual a 4.93. Considerando sua distância de 159 anos-luz em relação à Terra, sua magnitude absoluta é igual a 1.49. Pertence à classe espectral A1V. Está associada à fonte ultravioleta EUVE J0459+37.8.